# Temnora namaqua
Temnora namaqua är en fjärilsart som beskrevs av Rothschild och Jordan 1903. Temnora namaqua ingår i släktet Temnora och familjen svärmare. Inga underarter finns listade i Catalogue of Life.